# Stryków (gmina)
Stryków – gmina miejsko-wiejska w województwie łódzkim, w powiecie zgierskim. W latach 1975–1998 gmina położona była w ówczesnym województwie łódzkim.
Siedziba urzędu gminy to Stryków.
Według danych z 31 grudnia 2007 r. gminę zamieszkiwały 12 203 osoby. Natomiast według danych z 31 grudnia 2017 roku gminę zamieszkiwało 12 656 osób.
Obecnie, opierając się na danych z dnia 21 grudnia 2018 roku, gmina liczyła w 2017 roku 12 565 mieszkańców z czego 9072 osoby stanowią mieszkańcy części wiejskiej gminy. 
Dawniej obszar obecnej gminy Stryków był podzielony na 4 odrębne jednostki: miasto Stryków oraz gminy Niesułków, Bratoszewice i Dobra.

## Struktura powierzchni
Według danych z roku 2007 gmina Stryków ma obszar 157,90 km², w tym:
- użytki rolne: 78%
- użytki leśne: 13%

Gmina stanowi 18,46% powierzchni powiatu.

## Rezerwaty przyrody
Na terenie gminy znajduje się rezerwat przyrody Struga Dobieszkowska chroniący naturalny krajobraz strumienia śródleśnego z interesującymi formami morfologicznymi oraz dobrze wykształconymi zbiorowiskami leśnymi, głównie łęgowymi i grądowymi.

## Demografia

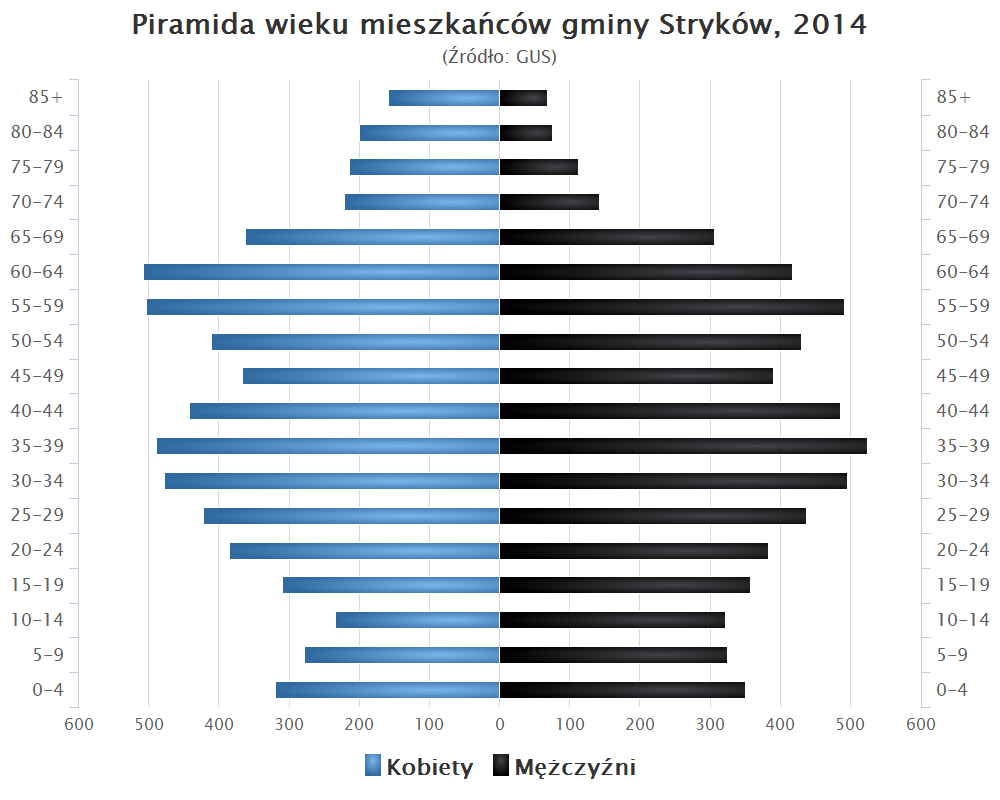
Piramida wieku mieszkańców gminy Stryków w 2014 roku

Dane z 31 grudnia 2007:
| Opis                              | Ogółem | Ogółem | Kobiety | Kobiety | Mężczyźni | Mężczyźni |
| --------------------------------- | ------ | ------ | ------- | ------- | --------- | --------- |
| Jednostka                         | osób   | %      | osób    | %       | osób      | %         |
| Populacja                         | 12 203 | 100    | 6220    | 50,97   | 5983      | 49,03     |
| Gęstość zaludnienia [mieszk./km²] | 77,28  | 77,28  | 39,39   | 39,39   | 37,89     | 37,89     |

## Komunikacja
- przewoźnicy prywatni: Łódź – Głowno, Łódź – Łowicz, Zgierz – Głowno, Stryków – Brzeziny – Jeżów
- PKS: Łódź – Głowno, Łódź – Skierniewice, Łódź – Płock, Łódź – Sierpc, Karpacz – Warszawa (pospieszny)
- MPK-Łódź – linia 60B: Łódź – Michałówek/Dobra, 60C: Łódź – Stryków PKP[7]
- ZPK Markab – linia 2: Aleksandrów Łódzki – Zgierz – Stryków (stacja kolejowa)
- kolej – linia kolejowa nr 15 – Przewozy Regionalne: Łódź – Łowicz
- bezpłatne linie autobusowe na terenie gminy

## Jednostki OSP w Gminie
1. OSP Stryków, S-3, Krajowy System ratowniczo-gaśniczy
2. OSP Kiełmina, S-1, Krajowy system ratowniczo-gaśniczy
3. OSP Bratoszewice, S-2
4. OSP Dobra, S-1
5. OSP Gozdów, S-1
6. OSP Koźle, S-1
7. OSP Lipka, S-2
8. OSP Ługi, S-1
9. OSP Swędów, S-1
10. OSP Warszewice, S-1

## Sąsiednie gminy
- Brzeziny
- Dmosin
- Głowno (gmina wiejska)
- Głowno (miasto)
- Łódź
- Nowosolna
- Zgierz